# Adolf Norberg
Adolf Oskar Norberg, född 8 april 1900 i Strängnäs stadsförsamling i Södermanlands län, död 21 december 1988 i Hedvig Eleonora församling i Stockholm, var en svensk militär.

## Biografi
Norberg, som var son till Otto Norberg och dotterson till Axel Rappe, avlade studentexamen 1919. Han avlade officersexamen vid Krigsskolan 1922 och utnämndes samma år till fänrik vid Wendes artilleriregemente, där han befordrades till löjtnant 1926. Han befordrades 1935 till kapten vid Generalstaben, tjänstgjorde 1939–1941 vid Gotlands artillerikår, befordrades 1941 till major och inträdde 1941 i Generalstabskåren, varefter han 1942–1945 var chef för Kvartermästaravdelningen vid Försvarsstaben, befordrad till överstelöjtnant 1944. År 1947 befordrades han till överste, varefter han var souschef vid Arméstaben 1947–1948, sektionschef vid Arméstaben 1948–1949 och chef för Skånska trängregementet 1949–1952. Åren 1952–1956 var Norberg chef för Sektion I vid Försvarsstaben, varpå han var tränginspektör vid Arméstaben 1956–1960.
Adolf Norberg invaldes 1946 som ledamot av Kungliga Krigsvetenskapsakademien. Han är begravd på Gamla kyrkogården i Strängnäs.